# Nemosia
Nemosia is een geslacht van zangvogels uit de familie Thraupidae (tangaren).

## Soorten
Het geslacht kent de volgende soorten:
- Nemosia pileata  – Kaptangare
- Nemosia rourei  – Robijnkeeltangare